# Aeródromo de Pigüé
Aeródromo de Pigüé, (OACI: SAZE) es un aeropuerto ubicado 2 km al este de la ciudad de Pigüé, Provincia de Buenos Aires, Argentina.